# Pyroxénoïde
 (octobre 2022).
Si vous disposez d'ouvrages ou d'articles de référence ou si vous connaissez des sites web de qualité traitant du thème abordé ici, merci de compléter l'article en donnant les références utiles à sa vérifiabilité et en les liant à la section « Notes et références ».
Ne doit pas être confondu avec Pyroxène.
Les pyroxénoïdes sont des inosilicates en chaîne qui, comme les pyroxènes, ont rapport Si:O = 1:3. La chaîne tétraédrique a une période supérieure à deux tétraèdres et cette caractéristique différencie les pyroxénoïdes par rapport aux pyroxènes.
Bien que plus rares que les pyroxènes, les pyroxénoïdes montrent une variabilité structurale supérieure, qui vient de la variabilité de la période le long de la chaîne tétraédrique. Par ailleurs, entre pyroxènes et pyroxénoïdes il se forme des séries polysomatiques qui montrent l’étroite relation existante entre ces deux groupes de minéraux.

## Minéraux représentatifs
La wollastonite CaSiO3 est essentiellement un minéral du métamorphisme de contact qui se trouve dans les calcaires, formé à partir de la calcite réagissant avec la silice :
CaCO3 + SiO2 → CaSiO3 + CO2.
Elle se présente associée avec calcite, diopside, andradite, grossulaire, trémolite, plagioclase, vésuvianite et épidote. Durant le métamorphisme progressif des dolomites siliceuses une séquence de formation minérale bien donnée est souvent réalisé, qui démarre avec le minéral le plus bas-fondant :
talc – trémolite – diopside – forstérite – wollastonite – périclase – monticellite.
Dans certains roches la wollastonite peut être le minéral principal.
La rhodonite MnSiO3 se trouve dans les gîtes de manganèse et dans ceux des minerais de fer riches en manganèse. Sa formation est d’origine métamorphique, souvent métasomatique, à partir de la réaction de la rhodochrosite avec la silice :
MnCO3 + SiO2 → MnSiO3 + CO2.
La pectolite, NaCa2Si3O8(OH), est un minéral secondaire qui cristallise dans des conditions proches de celles dans lesquelles les zéolithes cristallisent (et notamment dans les roches volcaniques), et normalement elle est associée avec zéolithes, calcite et prehnite (phyllosilicate à feuillet discontinu : Ca2Al2Si3O10(OH)2).